# Gabriel Harding
Gabriel Harding Subiabre (Curicó, Chile, 17 de septiembre de 2000) es un futbolista profesional chileno, que se desempeña como delantero y actualmente milita en Provincial Ovalle de la Segunda División Profesional de Chile.

## Trayectoria
Inició su carrera en las divisiones inferiores de Curicó Unido categoría sub-14, siendo una de las figuras del equipo juvenil, por lo recién mencionado, firmó su primer contrato profesional en mayo de 2020 y que lo tendría ligado al club por 2 años. Debutó profesionalmente el 31 de agosto de 2020 contra Unión La Calera, ingresando en el minuto 70 en sustitución de Martín Cortés, el partido terminaría con una derrota 2-0.
Después de haber jugando una gran cantidad de minutos, marcaría su primer gol como profesional el día 18 de noviembre de 2020 contra Universidad de Concepción por el campeonato nacional mediante un centro de Jens Buss y rematando de tijera, marcó el 2-1 provisorio pero el partido terminaría con un empate 2-2. Ya al mando de Martín Palermo, anotaría su segundo gol en la temporada contra Club de Deportes Antofagasta, declarando después "Palermo me ayuda mucho a mejorar mi juego". Terminaría esa temporada marcando 2 goles y 2 asistencias en 26 partidos. Para la temporada 2021, jugó un total de 401 minutos, marcando un gol.
En enero de 2022 fue anunciado como refuerzo de San Luis de Quillota de la Primera B chilena.  En julio de 2022, fue cedido a Deportes Valdivia de la Segunda División Profesional chilena.

## Selección nacional
Harding ha sido nominado a entrenamientos con la selección de fútbol sub-17 de Chile pero no ha jugado partidos con dicha selección.

## Estadísticas
| Club                         | Div.          | Temporada     | Liga  | Liga  | Copas nacionales | Copas nacionales | Torneos internacionales | Torneos internacionales | Total | Total |
| Club                         | Div.          | Temporada     | Part. | Goles | Part.            | Goles            | Part.                   | Goles                   | Part. | Goles |
| ---------------------------- | ------------- | ------------- | ----- | ----- | ---------------- | ---------------- | ----------------------- | ----------------------- | ----- | ----- |
| Curicó Unido · Chile         | 1.ª           | 2018          | 0     | 0     | 1                | 0                | —                       | —                       | 1     | 0     |
| Curicó Unido · Chile         | 1.ª           | 2019          | 0     | 0     | 1                | 0                | —                       | —                       | 1     | 0     |
| Curicó Unido · Chile         | 1.ª           | 2020          | 26    | 2     | —                | —                | —                       | —                       | 26    | 2     |
| Curicó Unido · Chile         | 1.ª           | 2021          | 14    | 1     | 2                | 0                | —                       | —                       | 16    | 1     |
| Curicó Unido · Chile         | 1.ª           | 2023          | 0     | 0     | 0                | 0                | 0                       | 0                       | 0     | 0     |
| Curicó Unido · Chile         | Total club    | Total club    | 40    | 3     | 4                | 0                | 0                       | 0                       | 44    | 3     |
| San Luis de Quillota · Chile | 2.ª           | 2022          | 14    | 2     | 1                | 0                | —                       | —                       | 15    | 2     |
| San Luis de Quillota · Chile | Total club    | Total club    | 14    | 2     | 1                | 0                | 0                       | 0                       | 15    | 2     |
| Deportes Valdivia · Chile    | 3.ª           | 2022          | 11    | 3     | —                | —                | —                       | —                       | 11    | 3     |
| Deportes Valdivia · Chile    | Total club    | Total club    | 11    | 3     | 0                | 0                | 0                       | 0                       | 11    | 3     |
| Deportes Antofagasta · Chile | 2.ª           | 2023          | 13    | 0     | —                | —                | —                       | —                       | 13    | 0     |
| Deportes Antofagasta · Chile | Total club    | Total club    | 13    | 0     | 0                | 0                | 0                       | 0                       | 13    | 0     |
| Deportes Melipilla · Chile   | 3.ª           | 2024          | 20    | 6     | 2                | 0                | —                       | —                       | 22    | 6     |
| Deportes Melipilla · Chile   | Total club    | Total club    | 20    | 6     | 2                | 0                | 0                       | 0                       | 22    | 6     |
| Total carrera                | Total carrera | Total carrera | 98    | 14    | 7                | 0                | 0                       | 0                       | 105   | 14    |
| 1. 2. 3.                     |               |               |       |       |                  |                  |                         |                         |       |       |